# Borrsväng

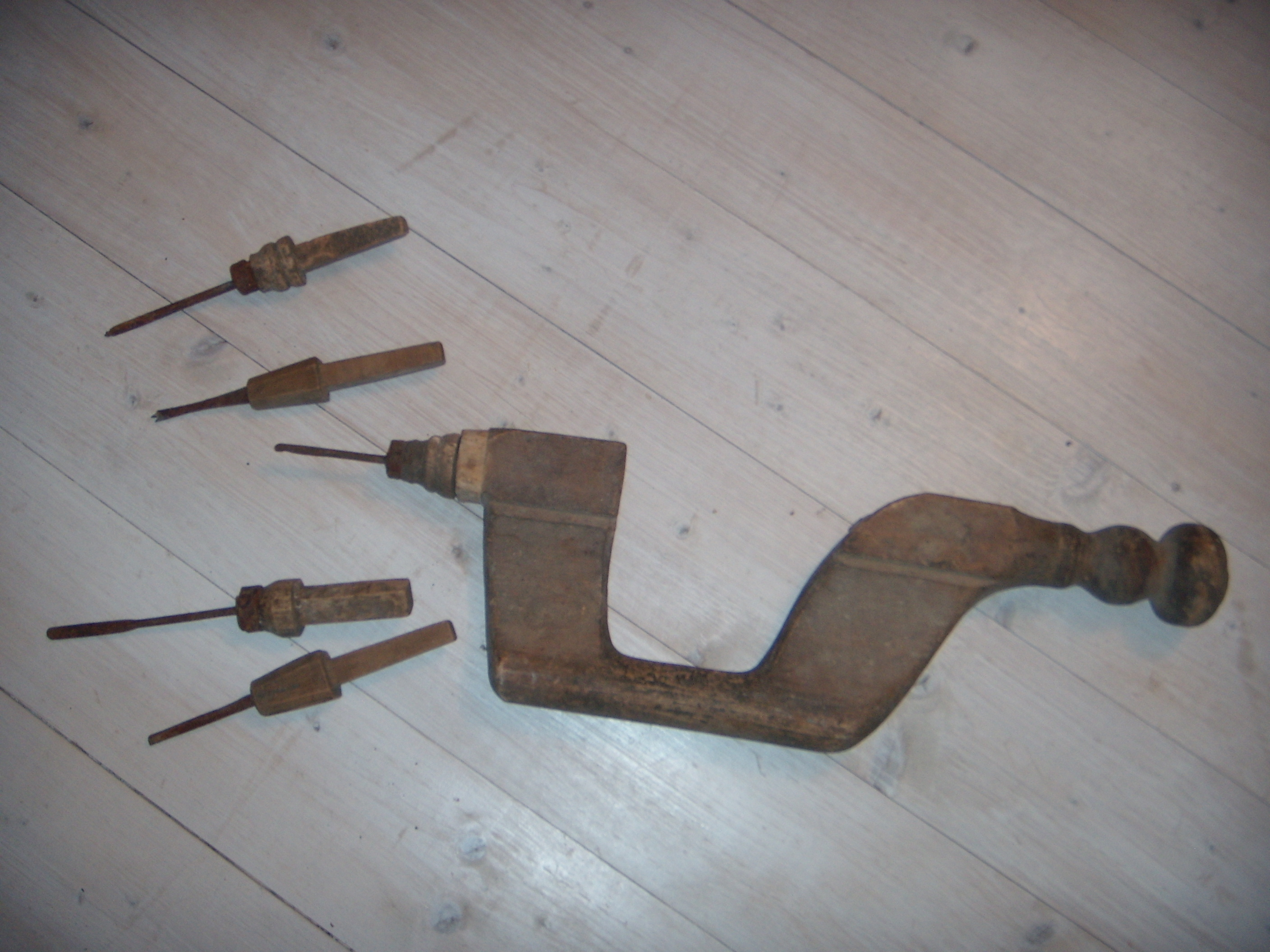
Historisk borrsväng av trä med olika skedborrar

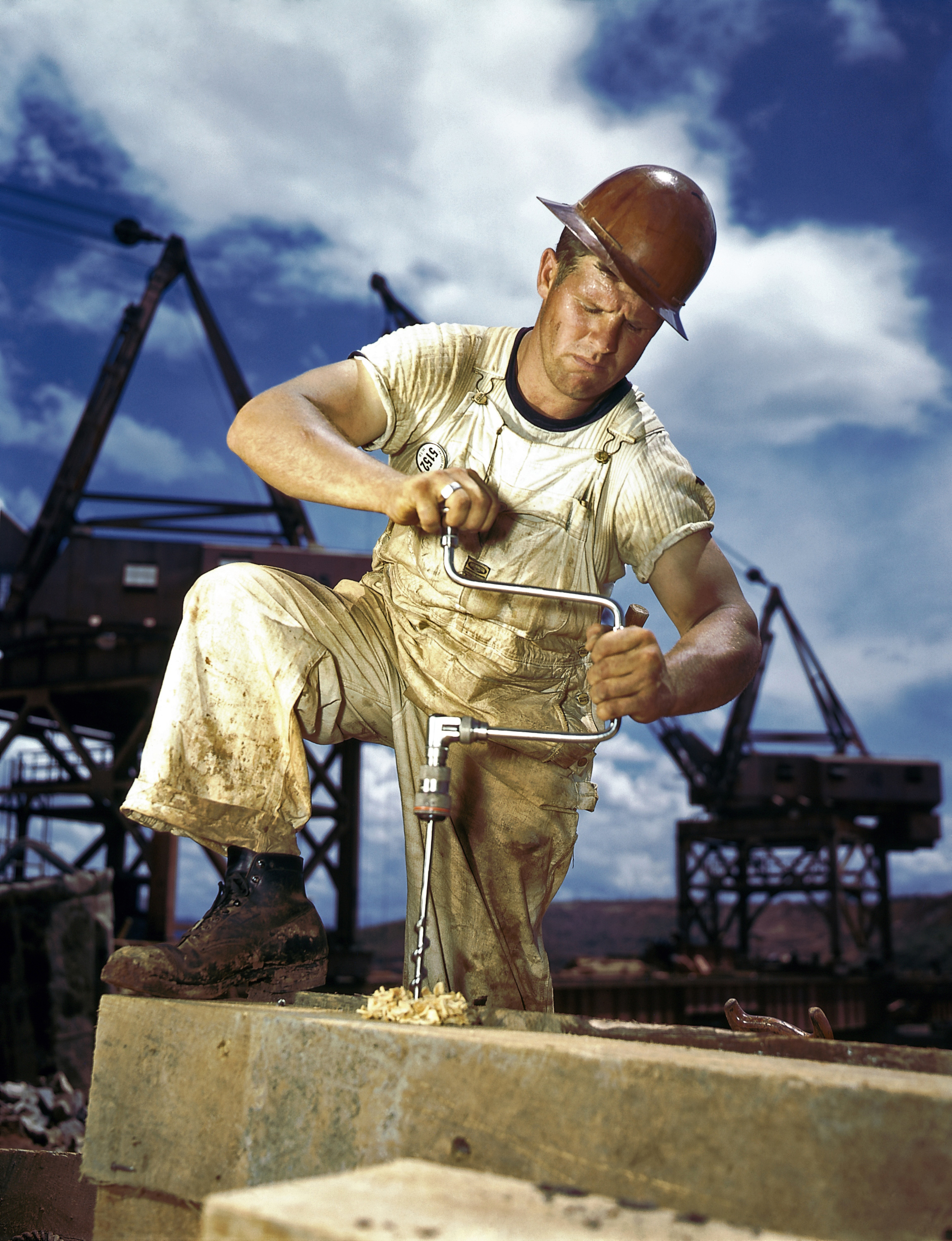
En snickare som arbetar vid bygget av Douglasdammen i Tennessee med en borrsväng

Borrsväng är en äldre typ av handdriven borr, ofta tillverkat i trä med eller utan bröstplatta som kunde utrustas med olika skedborr, senare med spiralborr.
Borrsvängen är C-formad med en vridbar bröstplatta att lägga mot magen, bröstet eller låret efter åtkomlighet när man borrar.
De modernare har en kullagrad bröstplatta samt en borrchuck med två, tre, eller fyra backar för fäste av olika borr. De modernare modellerna har omställning för vänster och höger som kan underlätta vid till exempel skruvdragning eller borrning på svårt åtkomliga ställen.